# ديدان رمال كثيب
ديدان رمال كثيب (بالإنجليزية: Sandworms of Dune)‏ هي رواية خيال علمي من تأليف الكاتبين الأمريكيين برايان هربرت وكيفن أندرسون، وهي الرواية الثانية من كتابين كتباها لاختتام سلسلة سلسلة كثيب الأصلية لفرانك هربرت. تستند الرواية إلى ملاحظات تركها فرانك هربرت لرواية كثيب 7، وهي الرواية السابعة التي خطط لإصدارها في سلسلة كثيب. صدرت الرواية في 7 أغسطس 2007.

## الاستخدام السابق
كانت ديدان رمال كثيب في الأصل العنوان المؤقت للرواية الرابعة من سلسلة كثيب، والتي نُشرت في النهاية باسم الإمبراطور الإله كثيب.